# 井上雅弘
井上 雅弘（いのうえ まさひろ、1941年 - ） は、日本の機械工学者。九州大学名誉教授。元佐世保工業高等専門学校校長。元精華女子短期大学学長。元ターボ機械協会会長。元日本機械学会副会長。

## 人物・経歴
1960年福岡県立修猷館高等学校、1964年九州大学工学部機械工学科卒業。九州大学大学院工学研究科機械工学専攻を経て、1969年九州大学工学部講師。1971年九州大学工学博士。1972年九州大学助教授。1973年日本機械学会論文賞受賞。1983年九州大学教授。同年日本機械学会論文賞、ターボ機械協会論文賞受賞。1988年日本ガスタービン学会理事。同年ターボ機械協会論文賞、日本ガスタービン学会論文賞受賞。1989年ターボ機械協会会長。1993年ターボ機械協会論文賞受賞。1995年ターボ機械協会論文賞受賞。1997年日本機械学会流体工学部門功績賞、日本機械学会事業功労賞受賞。1998年日本機械学会副会長。2000年日本ガスタービン学会論文賞受賞。2001年Wu Chang-Hua Lectureship Award受賞。2003年日本機械学会論文賞受賞。2004年佐世保工業高等専門学校校長。2010年精華女子短期大学学長。2016年瑞宝中綬章受章。